# Paradise Papers

Rood: landen waarvan politici, hoge ambtenaren of hun directe vertrouwelingen in de Paradise Papers genoemd worden.

De Paradise Papers zijn een verzameling van ca. 13,4 miljoen teksten (e-mailberichten etc.) aangaande internationale belastingontwijking, die in het najaar van 2017 naar de internationale pers gelekt werden. Uit deze teksten is op te maken welke sluiproutes multinationals en enkelen van 's werelds rijkste personen gebruiken om over hun vermogens en inkomens zo min mogelijk belasting te betalen.
De teksten zijn afkomstig van advocatenkantoor Appleby (gevestigd op het eiland Man; 6,8 miljoen documenten), de trustkantoren Estera (voorheen onderdeel van Appleby) en Asiaciti (gevestigd te Singapore) en de bedrijvenregisters van Antigua en Barbuda, Aruba, de Bahama's, Barbados, Bermuda, de Kaaimaneilanden, de Cookeilanden, Dominica, Grenada, Labuan, Libanon, Malta, de Marshalleilanden, Saint Kitts en Nevis, Saint Lucia, Saint Vincent, Samoa, Trinidad en Tobago en Vanuatu. Al deze landen kennen een geheimhoudingsplicht aangaande gevestigde bedrijven. De documenten beslaan de periode 1950-2016.
Net als de Panama Papers van 2016 kwamen de Paradise Papers in handen van de Süddeutsche Zeitung, die ze deelde met het International Consortium of Investigative Journalists en zo met 96 nieuwsorganisaties. In Nederland behoren Trouw en het Financieele Dagblad tot deze groep. In België namen Knack, MO*, Le Soir en De Tijd aan het project deel.
Tot de genoemde bedrijven en personen behoren o.a. Apple, Facebook, Nike, koningin Elizabeth II, Madonna, zanger Bono van U2 en de Amerikaanse minister van handel Wilbur Ross. Ross blijkt een belang te hebben in een Russisch scheepvaartbedrijf dat samenwerkt met een gasbedrijf dat mede in handen is van de schoonzoon van Vladimir Poetin en van een oligarch die op een sanctielijst van de VS staat. Over Facebook en Twitter onthullen de Papers indirecte investeringen vanuit de VTB bank en Gazprom, via een zakenpartner van Donald Trumps schoonzoon Jared Kushner. Een andere politicus wiens naam wordt genoemd in de Paradise Papers is de Canadese premier Justin Trudeau. Zijn fondsenwerver zou miljoenen hebben weggesluisd via de Kaaimaneilanden.